# San Ignacio Cerro Gordo
San Ignacio Cerro Gordo é um município do estado de Jalisco, no México.